# نیکتامید
نیکتامید (به انگلیسی: Nikethamide) دارویی است که با تحریک و حساس کردن مرکز تنفس به کربن دی اکسید و نیز تحریک سینوس کاروتید تنفس را تشدید می‌کند.

## موارد استعمال
موارد استعمال آن اختلالات قلبی و تنفسی، برونشیتها، بارداری، غش و سنکوب، خفگی نوزادان و خفگی ناشی از مسمومیت‌ها می‌باشد.

## ملاحظات
مصرف این دارو در مواردی همچون تاکی‌کاردی و بیماریی که محرک‌های تنفسی برای آن‌ها مضر هستند ممنوع می‌باشد.